# Joe Weatherly
Joseph Herbert "Joe" Weatherly (Norfolk (Virgínia), 29 de maio de 1922 - 19 de janeiro de 1964) foi um piloto estadunidense da NASCAR, foi o campeão da categoria em 1962 e 1963.